# José Justiniani Echániz
José Justiniani Echániz (Guanabacoa, Cuba, 4 de juny de 1905 - Rochester (Nova York), Estats Units), 30 de desembre de 1970) fou un pianista cubà instal·lat als Estats Units.
Inicià els seus estudis musicals als set anys sota la direcció del seu pare. El 1915 als continuà amb el professor espanyol Ignacio Telleria, i finalment, ingressà en el Conservatori Falcón, on es començà a rebel·lar la seva vigorosa personalitat artística.
Després d'haver realitzat tots els cursos del professorat de piano com alumne eminent, es dedicà a concertista, conquistant el seu primer clamorós triomf en la Societat de Joves Cristians amb un recital que donà el 3 de juny de 1919 i en el qual executà meravellosament El Carnaval de Robert Schumann.
Als catorze anys inicià les seves excursions per la República, essent digne de recordar el concert que donà en el Teatre Nacional de l'Havana el setembre de 1920, precursor del que oferí el novembre d'aquell mateix any en l'"Arolian Hall" de Nova York.
Com a solista virtuós de piano i acompanyant d'artistes lírics de la talla de Lucrecia Bori i Tito Schipa, de jove va esser aclamat en les principals ciutats dels Estats Units, ja que era un pianista fogós, potent i de gran brillantor, el qual dinamisme i encertada tècnica corresponien fidelment a les obres pianístiques del més gran alè i més complexa estructura, tals com Franz Liszt, Txaikovski, Edvard Grieg, Cèsar Franck i d'altres.
El 1929 donà en la Cultural de Música de Madrid un concert que l'obrí les portes d'Europa com un pianista excel·lent. El 1938 fou professor de l'Escola de Música d'Illinois i el 1945 de l'Acadèmia Eastman de Rochester (Nova York), ciutat en què pràcticament va romandre fins a la seva mort el 1970.